# Бьёрнсен, Хартман
Хартман Альфред Бьёрнсен (норв. Hartmann Alfred Bjørnsen; 2 февраля 1889, Ставангер, Ругаланн — 25 сентября 1974, Ставангер, Ругаланн) — норвежский гимнаст, чемпион летних Олимпийских игр 1912 года в командном первенстве по произвольной системе.